# UB-29号潜艇
陛下之UB-29号艇是德意志帝国海军于第一次世界大战期间建造的其中一艘UB-II型近岸潜艇或称U艇。它由不来梅的威悉船厂承建，于1915年12月31日下水，至1916年1月18日交付使用。其艇载武器包括两具500毫米的艇艏鱼雷发射管以及一门50毫米口径甲板炮。入役后，UB-29号被部署至佛兰德区舰队，并参与了大西洋潜艇战。在总共17次巡逻期间，该艇累计击沉了36艘协约国或中立国商船，容积总吨为47107吨。UB-29号自1916年11月27日后失踪。长期以来，人们普遍认为它于1916年12月13日在英吉利海峡东部的古德温沙洲被英国驱逐舰长脚秧鸡号击沉，直至其残骸于2017年在比利时的佛兰德西岸被寻获。

## 设计
第一次世界大战爆发后，随着U艇战形势的发展，UB-I型潜艇排水量过小、适航性不佳、推进系统可靠性低等问题愈发凸显。其水面航速甚至追不上商船，以5節（9.3每小時）航速潜航1小时后，蓄电池电能便会耗尽。它们甚至无力应对多佛尔海峡8至10節（15至19每小時）的海流。为此，潜艇监察局于1915年4月研发了UB-I型潜艇的放大版——UB-II型，并由德国国家海军办公室委托两家造船厂建造。其中UB-29号是由不来梅威悉船厂承建的第五艘，于1916年2月10日下水。
UB-29号的水面及水下排水量分别为265吨和291吨，全长36.13米，艇体采用单壳体加鞍形水柜构造。由于突破了铁路限界，舷宽也得以增至4.36米。该艇采用双桨驱动，具有更大的蓄电池容量和更高功率的发动机。其主机为两台奔驰六缸四冲程267匹公制馬力（196千瓦特）柴油机用于水面运行，以及两台280匹公制馬力（210千瓦特）的西门子-舒克特电动发电机用于水下航行；水面最高航速8.90節（16.48每小時），水下5.72節（10.59每小時）；能够在水面以5节航速续航7,200海里（13,300），或以4節（7.4每小時）连续在水下航行45海里（83）而无需充电。蓄电池被放置在中央潜柜的前方，以配平更重的发动机安装。其最大潜水深度为50米，潜没需时为30－45秒。
UB-29号的主武器为两具500毫米艇艏鱼雷发射管，采用层叠式布局，以实现可以创造最佳表面效率的舷弧设计；鱼雷携带量增至4枚，鱼雷威力亦显著提高。辅助武器是一门50毫米甲板炮。司令塔增加了一具潜望镜，并配备了1根两段式可伸缩通信桅杆，前水平舵外形也做了调整。其标准船员编制为2名军官加21名水兵。

## 服役历史
1916年1月18日，UB-29号在前UC-5号艇长、海军中尉赫伯特·普斯特库亨的指挥下正式入役，随即展开海试。完成海试后，该艇独力驶往泽布吕赫，于1916年3月18日正式加入佛兰德区舰队。在佛兰德服役期间，UB-29号参与了大西洋潜艇战，曾先后执行17次巡逻，累计击沉了36艘协约国或中立国商船，容积总吨为47107吨。此外，它也曾于1916年4月25日击伤排水量为3750吨的英国皇家海军轻巡洋舰佩涅洛佩号。
1916年5月，时任德国公海舰队总司令的赖因哈德·舍尔将军制定了伏击部分英国大舰队的计划。公海舰队将突袭桑德兰，引诱英国舰队穿过“由潜艇和雷区组成的‘巢穴’”。为了支持这次行动，UB-29号与另外五艘佛兰德区舰队的潜艇于5月30－31日午夜出发，在洛斯托夫特以东约18海里（33）处组成一条船位线。这支部队将拦截并攻击从哈维奇出发的英国轻型部队，以防它们向北出击加入战斗。但对德国人而言不幸的是，英国海军部已经得到的情报显示有潜艇离港，但并未袭击船只，这引起了英国人的怀疑。公海舰队因自身的出击（已转向斯卡格拉克）而推迟了启程，驻扎在北方的几艘U艇也未能收到英国人推进的电码警告，这使得舍尔预期中的伏击成为了“彻底而令人失望的失败”。在UB-29号所处的部队中，只有UB-10号发现了哈维奇部队，但它离得太远，无法发动攻击。由于U艇未能在伏击战中摧毁任何英国主力舰，导致在5月31日－6月1日爆发的日德兰海战时，大舰队能够以满编姿态与数量上处于劣势的公海舰队交战。
1916年11月3日，海军中尉埃里希·普拉奇接替普斯特库亨担任UB-29号艇长。在他率艇执行第17次巡逻期间，UB-29号自1916年11月27日后便失去了踪迹。长期以来，人们普遍认为它于1916年12月13日在英吉利海峡东部入口处的古德温沙洲以南（51°9′N 1°46′E / 51.150°N 1.767°E）遭英国驱逐舰长脚秧鸡号投掷的深水炸弹击沉。然而，随着UB-29号的残骸于2017年月在奥斯坦德西北约15海里（28）的比利时水域被寻获，证实了与长脚秧鸡号的报告相矛盾。一种可能的解释是，UB-29号在碰撞后逃逸，并在比利时水域触雷。另一种解释是长脚秧鸡号击沉了另一艘U艇——可能是UC-19号。比利时潜水员在调查中发现艇内只有22人，潜艇残骸保存得异常完好，艇体甚至仍然完整无损，并于2017年11月通过一块黄铜铭牌正式确定其UB-29号的身份。沉船的确切位置没有公布，以便进一步研究和作为海战坟墓保护该地点。德国政府决定将22名船员留在残骸内。只有一些位于潜艇外的小型文物被打捞至比利时进行展览，随后移交汉堡国际海事博物馆。

## 袭击历史摘要
| 日期           | 船名                      | 船籍         | 吨位 | 结局       |
| -------------- | ------------------------- | ------------ | ---- | ---------- |
| 1916年3月19日  | 诺米诺号                  | 法國         | 3155 | 击沉       |
| 1916年3月20日  | 朗格里号                  | 挪威         | 1565 | 击沉       |
| 1916年3月20日  | 斯科斯堡号                | 丹麦         | 1697 | 击沉       |
| 1916年3月24日  | 萨利比亚号                | 英国         | 3352 | 击沉       |
| 1916年3月24日  | 萨塞克斯号                | 法國         | 1353 | 击伤       |
| 1916年4月6日   | 维苏威号                  | 英国         | 1391 | 击沉       |
| 1916年4月6日   | 阿斯格里格号              | 丹麦         | 1134 | 击沉       |
| 1916年4月7日   | 布朗顿号                  | 英国         | 4575 | 击沉       |
| 1916年4月7日   | 玛格丽特号                | 法國         | 42   | 击沉       |
| 1916年4月25日  | 贝克尔斯特罗姆号          | 荷蘭         | 736  | 击沉       |
| 1916年4月25日  | 佩涅洛佩号                | 英國皇家海軍 | 3750 | 击伤       |
| 1916年5月17日  | 珀西男孩号                | 英国         | 46   | 击沉       |
| 1916年5月17日  | 山姆男孩号                | 英国         | 46   | 击沉       |
| 1916年5月17日  | 流浪者号                  | 英国         | 47   | 击沉       |
| 1916年8月6日   | 洛蒙德湖号                | 英国         | 42   | 击沉       |
| 1916年9月3日   | 戈特哈德号                | 挪威         | 1636 | 击沉       |
| 1916年9月3日   | 卢尔德圣母号              | 法國         | 161  | 击沉       |
| 1916年9月5日   | 珍妮号                    | 丹麦         | 1191 | 击沉       |
| 1916年9月6日   | 托里奇号                  | 英国         | 5036 | 击沉       |
| 1916年9月6日   | 伊冯娜号                  | 法國         | 104  | 击沉       |
| 1916年9月7日   | 爱丽丝号                  | 法國         | 119  | 击沉       |
| 1916年9月9日   | 安慰号                    | 英国         | 47   | 击沉       |
| 1916年9月9日   | 剑鱼号                    | 英国         | 36   | 击沉       |
| 1916年9月9日   | 喜爱号                    | 英国         | 38   | 击沉       |
| 1916年9月9日   | 穆里尔·富兰克林号         | 英国         | 29   | 击沉       |
| 1916年10月21日 | 速率3号                   | 挪威         | 230  | 击沉       |
| 1916年10月21日 | 砂砾号                    | 英国         | 147  | 击沉       |
| 1916年10月21日 | 五月公主号                | 英国         | 104  | 击沉       |
| 1916年10月22日 | 格奥尔格斯·M·安布里科斯号 | 希腊         | 3636 | 击沉       |
| 1916年10月24日 | 安娜·顾里尼号             | 挪威         | 1147 | 击沉       |
| 1916年10月24日 | 西德茅斯号                | 英国         | 4045 | 击沉       |
| 1916年10月28日 | 圣夏尔号                  | 法國         | 521  | 击沉       |
| 1916年11月12日 | 巴达维尔四号              | 荷蘭         | 1085 | 缴作战利品 |
| 1916年11月15日 | 米茨兰号                  | 荷蘭         | 1085 | 缴作战利品 |
| 1916年12月1日  | 博西号                    | 挪威         | 1462 | 击沉       |
| 1916年12月1日  | 布里亚德涅号              | 英国         | 2701 | 击沉       |
| 1916年12月2日  | 希特洛伊号                | 挪威         | 1985 | 击沉       |
| 1916年12月6日  | 安斯号                    | 俄罗斯帝国   | 362  | 击沉       |
| 1916年12月6日  | 玛丽号                    | 丹麦         | 325  | 击沉       |
| 1916年12月7日  | 凯蒂尔号                  | 比利时       | 2360 | 击伤       |
| 1916年12月7日  | 流星号                    | 挪威         | 4217 | 击沉       |

## 脚注
1. 1 2 3 4  Rössler，第54頁.
2. 1 2 3 4  Gröner 1991，第23-25頁.
3. 1 2  Helgason, Guðmundur. . German and Austrian U-boats of World War I - Kaiserliche Marine - Uboat.net.   [2015-01-29].
4. 1 2  Helgason, Guðmundur. . German and Austrian U-boats of World War I - Kaiserliche Marine - Uboat.net.   [2015-01-29].
5. 1 2 3  陈进，第47頁.
6. 1 2  Helgason, Guðmundur. . German and Austrian U-boats of World War I - Kaiserliche Marine - Uboat.net.   [2022-03-24].
7. ↑  Rössler，第50頁.
8. ↑  Bendert，第67頁.
9. 1 2  Helgason, Guðmundur. . German and Austrian U-boats of World War I - Kaiserliche Marine - Uboat.net.   [2015-01-30].
10. ↑  Helgason, Guðmundur. . German and Austrian U-boats of World War I - Kaiserliche Marine - Uboat.net.   [2022-03-24].
11. 1 2 3  Gibson & Prendergast，第97頁.
12. 1 2 3 4 5 6  Tarrant，第32頁.
13. ↑  Tarrant，第32–33頁.
14. ↑  Herzog，第93頁.
15. ↑  Kemp，第22頁.
16. ↑  . Der Spiegel. 2017-11-14  [2022-03-24]. （原始内容存档于2022-03-24）.
17. 1 2  . vrt.be.   [2017-11-14]. （原始内容存档于2022-03-24）.
18. ↑  . hln.be.   [2017-11-14]. （原始内容存档于2017-11-14）.